# Grigore IV Ghica
Pour les articles homonymes, voir Ghica.
Grigore IV Ghica, Grigore Dimitrie Ghica VIII ou Grégoire Ghyka est né en juin 1755 et mort le 29 avril 1834. Membre de la Famille princière Ghica, il est prince de Valachie de 1822 à 1828. 

## Origine
Grigore IV Ghica appartenait donc la famille d’origine albanaise Ghica complètement intégrée dans le milieu Phanariote et qui avait déjà fourni de nombreux Hospodars à la Valachie comme à la Moldavie. Il est le fils de Démétre Ghica (1724-1807) et de son épouse Maria Vãcãrescu. Son père était le troisième fils du Grand Drogman Alexandre Ghica, exécuté pour trahison par le gouvernement Ottoman le 25 février 1741 et qui était le frère du prince  Grigore II Ghica. Son père Démétre avait exercé de nombreuses fonctions à la cour de Valachie pendant près de 50 ans dont celle de Mare Ban de 1769 à 1804.

## Règne
Après la révolution roumaine de 1821 menée par Tudor Vladimirescu de février à avril 1821, et l’entrée des troupes de l’Hétairie d’Alexandre Ypsilanti en Moldavie (mars–mai 1821), les armées ottomanes occupent la Valachie de mai 1821 au 22 juillet 1822, après avoir écrasé les insurgés à la bataille de Drăgășani. 
Les familles phanariotes qui gouvernaient les deux principautés roumaines depuis une centaine d’années pour le compte de l’Empire ottoman s’étant  discréditées par leur compromission lors de l’insurrection grecque, le gouvernement de la Sublime Porte décide  de remettre le pouvoir à des princes considérés comme « nationaux ». Malgré son origine familiale, le prince Grigore IV Ghica est nommé par le Divan prince de Valachie le 16 août 1822.   
Pendant son règne, il bénéficie de la protection de la convention de Cetatea Albă signée entre l’Empire russe et l’Empire ottoman le 7 octobre 1826. Il tente de réorganiser l’agriculture dans la principauté. Toutefois, l’invasion de la Valachie par les troupes russes du prince Pierre Wittgenstein consécutive à la guerre Guerre russo-turque de 1828-1829 le chasse du pays dès avril 1828 et il doit abdiquer le 12 juillet suivant. 
Le prince Grigore IV Ghica meurt le 16 octobre 1834 à Bucarest ; il est inhumé dans l'église du palais de Ghica-Tei (roumain:Biserica Teiul Doamnei) qu’il avait fait édifier en 1822.

## Union et postérité
Grigore IV Ghica épouse en 1803 sa cousine Maria Hangherli (1779-1871) une fille du prince Constantin Hangerli dont il divorce en 1821 et qui lui donne six fils parmi lesquels :
- Grigore (1813-1858), époux d'Aurélie Soubiran
- Dimitrie Ghica (1816-1897) premier ministre de Roumanie de 1868 à 1870.

Il épouse en secondes noces, en 1832, Eufrosina Sãvescu.